# Валдбекелхајм
Валдбекелхајм (њем. Waldböckelheim) општина је у њемачкој савезној држави Рајна-Палатинат. Једно је од 119 општинских средишта округа Бад Кројцнах. Према процјени из 2010. у општини је живјело 2.346 становника. Посједује регионалну шифру (AGS) 7133107.

## Географски и демографски подаци
Валдбекелхајм се налази у савезној држави Рајна-Палатинат у округу Бад Кројцнах. Општина се налази на надморској висини од 195 метара. Површина општине износи 18,6 km². У самом мјесту је, према процјени из 2010. године, живјело 2.346 становника. Просјечна густина становништва износи 126 становника/km².